# Ingeborg de Kiev
Ingeborg Mstislavna de Kiev (también Ingeborg de Nóvgorod fl, 1137),  fue una princesa de la Rus de Kiev, miembro de la familia principesca de Rurik, casada con el príncipe danés Canuto Lavard de Jutlandia.

## Vida
Ingeborg era la hija del gran príncipe Mstislav I de Kiev y Cristina Ingesdotter de Suecia y se casó aproximadamente en 1116 con Canuto en un matrimonio arreglado por su tía materna, la reina danesa Margarita Fredkulla. En 1130, ella trató de impedirle a Canuto ir a la reunión en la que iba a ser asesinado, pero sin éxito. Ingeborg dio a luz a su hijo, Valdemar I de Dinamarca, póstumamente, en enero de 1131. En 1137, se negó a apoyar la sugerencia de Christiern Svendsen para proclamar monarca a su hijo después de la muerte de Erik Emune. Ingeborg no se menciona después de esto, y la fecha de su nacimiento y muerte son desconocidas.

## Descendencia
- Margarita, casada con Stig Tokesen Hvide (el Blanco), muerto en 1151
- Cristina, nacida en 1118, casada con el rey Magnus IV de Noruega, fue repudiada.
- Catalina, casada en 1159 con Pribislav, príncipe de los wendos
- Valdemar I de Dinamarca, hijo póstumo, nació el 14 de enero de 1131